# British Aerospace 125
British Aerospace 125 (tên gốc là: de Havilland DH125 Jet Dragon) là một loại máy bay thương mại phản lực hai động cơ, với biến thể mới trên thị trường hiện nay là Hawker 800. Nó được gọi là Hawker Siddeley HS.125 cho đến năm 1977. Nó còn được Không quân Hoàng gia sử dụng làm máy bay huấn luyện dẫn đường (tên định danh Hawker Siddeley Dominie T1) cho đến tháng 1 năm 2011,, còn Không quân Hoa Kỳ sử dụng với tên định danh C-29.

## Biến thể

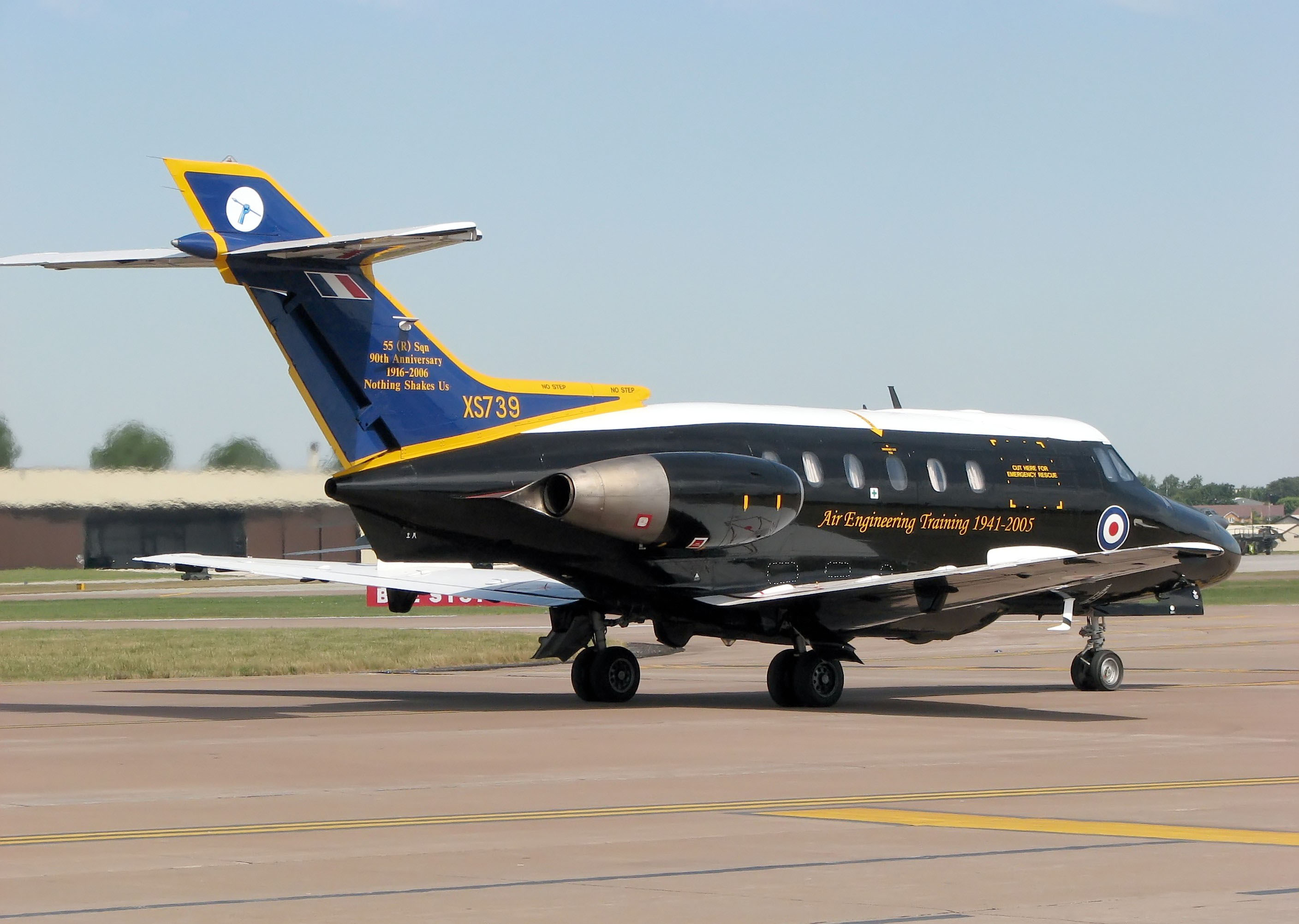
Một chiếc huấn luyện dẫn đường Dominie của Không quân Hoàng gia

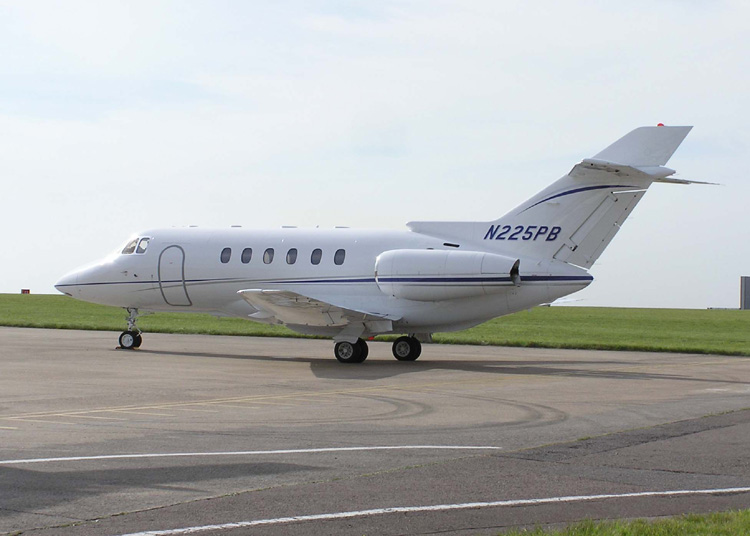
Raytheon Hawker 800

- DH.125 Series 1[2]
- DH.125 Series 1A/1B[3]
- HS.125 Series 2
- HS.125 Series 3
- HS.125 Series 400
  - HS.125 CC1
- HS.125 Series 600
  - HS.125 CC2
- HS.125 Series 700
  - BAe 125 CC3
- HS.125 Protector
- BAe 125 Series 800
- Hawker 800
- Hawker 800XP
- Hawker 800SP và 800XP2
- Hawker 850XP
- Hawker 900XP
- Hawker 750
- C-29A
- U-125
- U-125A[4]
- BAe 125 Series 1000
- Hawker 1000
- Handley Page HP.130

## Quốc gia sử dụng

### Quân sự
Brasil
- Không quân Brasil

 Nhật Bản

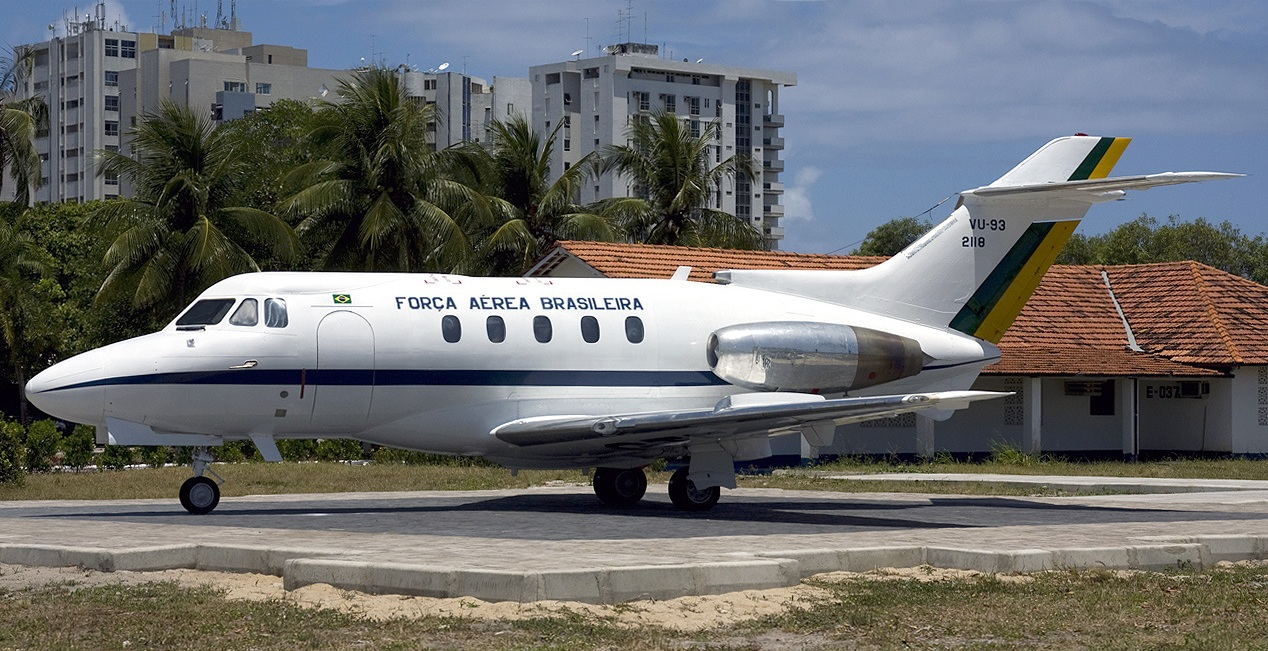
HS-125-400A của Không quân Brasil

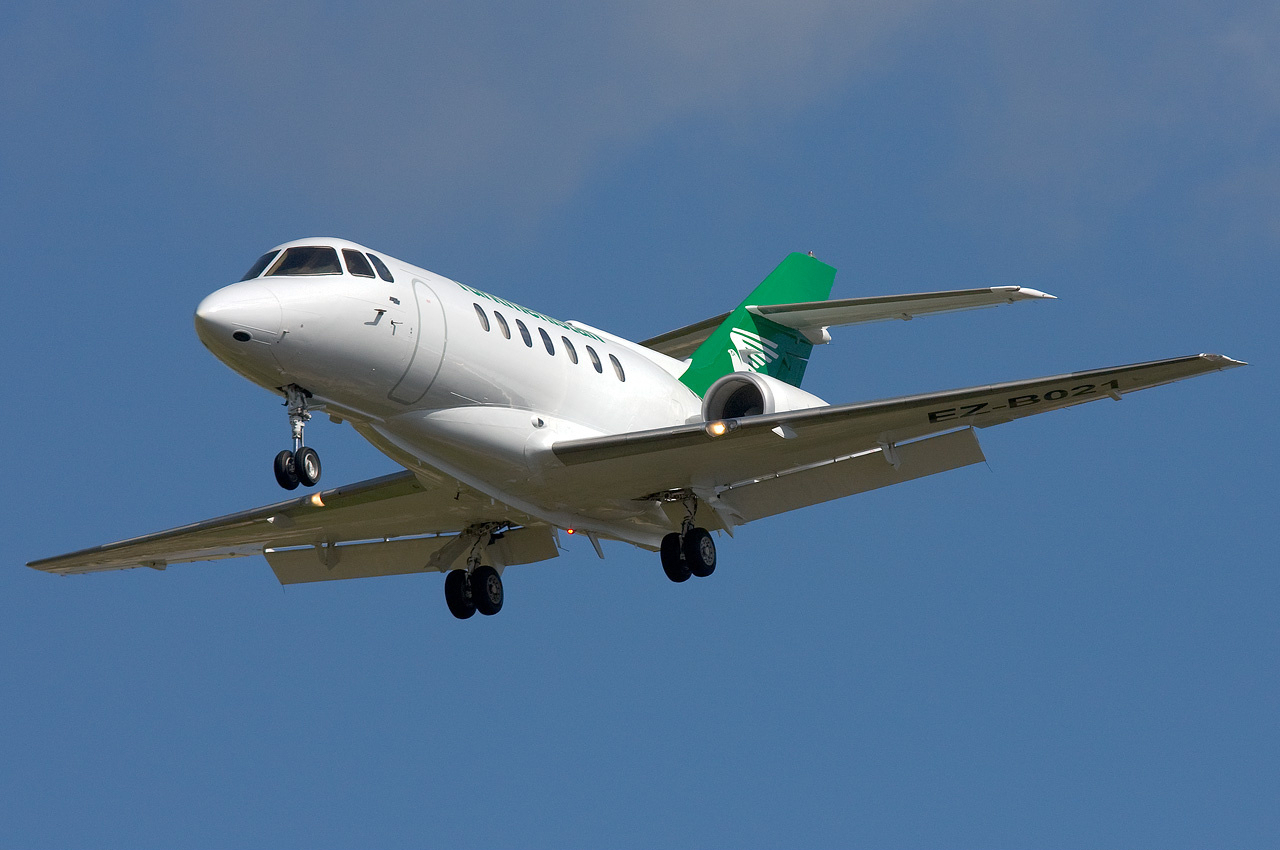
Turkmenistan Airlines

- Lực lượng Phòng vệ Trên không Nhật Bản

 Malawi
- Quân đội Malawi

 Nigeria
- Không quân Nigeria

 Ả Rập Xê Út
- Không quân Hoàng gia Ả rập Saudi

 Turkmenistan
- Turkmenistan Airlines

 Anh Quốc
- Không quân Hoàng gia

 Uruguay
- Không quân Uruguay[5]

### Từng sử dụng
Argentina
- Không quân Hải quân Argentina

 Biafra
- Không quân Biafra

 Botswana
- Không đoàn lực lượng phòng thủ Botswana

 Ghana
- Biên phòng Ghana

 Ireland
- Quân đoàn không quân Irish

 Malaysia
- Không quân Hoàng gia Malaysia

 Nicaragua
- Không quân Nicaragua
- Vệ binh quốc gia (Nicaragua)

 South Africa
- Không quân Nam Phi

 Anh Quốc
- Không quân Hoàng gia

 Hoa Kỳ
- Không quân Hoa Kỳ

## Tính năng kỹ chiến thuật (HS 125 Series 600)
Dữ liệu lấy từ Jane's All The World's Aircraft 1976–77
Đặc điểm tổng quát
- Tổ lái: 2
- Sức chuyên chở: 8 hành khách (bố trí thông thường), 14 hành khách với bố trí mật độ cao
- Chiều dài: 50 ft 6 in (15,39 m)
- Sải cánh: 47 ft 0 in (14,33 m)
- Chiều cao: 17 ft 3 in (5,26 m)
- Diện tích cánh: 353 ft² (32,8 m²)
- Trọng lượng rỗng: 12.530 lb (5.683 kg)
- Trọng lượng cất cánh tối đa: 25.000 lb (11.340 kg)
- Động cơ: 2 × Rolls-Royce Viper 601-22 kiểu turbojet, 3.750 lbf (16,7 kN) mỗi chiếc

 Hiệu suất bay 
- Vận tốc cực đại: 522 mph (454 knot, 840 km/h) trên độ cao 28.000 ft (8.500 m) (vận tốc hành trình lớn nhất)
- Vận tốc hành trình: 464 mph (403 knot, 747 km/h) trên độ cao 39.000 ft (11.900 m) (vận tốc hành trình tiết kiệm)
- Thất tốc: 96 mph (83 knot, 155 km/h)
- Tầm bay: 1/796 mi (1/560 hải lý, 2/891 km) tải trọng và nhiên liệu tối đa
- Trần bay: 41.000 ft (12.500 m)
- Vận tốc leo cao: 4.900 ft/phút (24,9 m/s)